# Ultimate Play the Game
Ultimate Play the Game (сокр. Ultimate) — разработчик компьютерных игр для домашних компьютеров в 1980-х годах. Ultimate Play the Game была торговой маркой Ashby Computers & Graphics Ltd (ACG), компании-разработчика программного обеспечения, основанной в 1982 году братьями Тимом и Крисом Стэмпер. Ultimate выпустила серию успешных игр для компьютеров Sinclair ZX Spectrum, Amstrad CPC, BBC Micro, MSX и Commodore 64 с 1982 года вплоть до своего закрытия в 1988 году. Ultimate, по-видимому, лучше всего помнят за такие хиты как Jetpac и Sabre Wulf, распроданные тиражом более 300 000 экземпляров, а также за их новаторскую серию изометрических квестов на движке Filmation, начатую игрой Knight Lore.
После 1988 года Ultimate стала называться Rare и переключилась на разработку для игровых приставок компании Nintendo. В 2002 году Rare была приобретена компанией Microsoft по рекордной цене в 375 млн долларов, и после этого, за редкими исключениями, сосредоточилась на разработке игр для семейства игровых приставок Xbox. В частности, для Xbox Live Arcade был выпущен ремейк Jetpac Refuelled.

## История

### Ранняя история и рост
Компания Ultimate Play the Game была основана в городе Эшби-де-ла-Зуш графства Лестершир в 1982 году братьями Тимом и Крисом Стэмпер, их другом Джоном Лэтбери и подругой Тима, позже женой, Кэрол Уорд. Другие члены семьи Стэмпер также участвовали в раннем развитии и поддержке компании, которая первоначально находилась в доме рядом с семейным газетным киоском. Как Тим, так и Крис до этого работали над разработкой аркадных игр, включая, согласно одному докладу, Gyruss от Konami, и утверждали, что они «самая опытная команда разработчиков аркадных компьютерных игр в Великобритании» до тех пор, пока не утомились работать на других. После увольнения они основали компанию Ashby Computers and Graphics, сокращенно ACG. Первоначальное занятие ACG заключалось в создании комплектов для конверсии аркад, прежде чем под брендом Ultimate Play the Game перейти к разработке игр для домашних компьютеров.
Первой игрой Ultimate стала Jetpac, выпущенная в мае 1983 года для 16K ZX Spectrum, за которой последовали версии для BBC Micro и Commodore VIC-20. Это был огромный коммерческий успех; только версия для ZX Spectrum была продана в количестве более чем 300 000 экземпляров на рынке, на котором в то время был только миллион владельцев ZX Spectrum, и предоставила неоперившейся компании оборот более 1 миллиона фунтов стерлингов.
За этим последовали ещё три издания для 16K, Pssst в июне, Tranz Am и Cookie, и потом Ultimate перешла на разработку игр для 48K Spectrum. Jetpac, Pssst, Tranz Am и Cookie были четырьмя из десяти игр, которые были выпущены в формате 16K ROM для ZX Interface 2. Они также были переизданы на кассетах компанией Sinclair Research для включения в бандлы ZX Spectrum.
В конце 1983 года Ultimate издала первые игры для 48K: Atic Atac и продолжение Jetpac под названием Lunar Jetman. Обе игры были очень тепло приняты игровой прессой, к примеру журнал Crash похвалил Ultimate за то, что ей удалось сделать с дополнительной памятью, использованной Lunar Jetman. В 1984 году вышла игра Sabre Wulf, первая игра в серии Sabreman, которая вышла с рекомендуемой ценой в 9,95 фунтов стерлингов. До этого игры Ultimate стоили 5,50 фунтов стерлингов, что было типично для аркадных игр для ZX Spectrum того времени. Это повышение было сделано для того, чтобы помешать пиратству, так как была выдвинута идея, что если покупатели заплатят за игру больше, то они были бы менее склонны делать копии. Также с игрой была введена новая форма упаковки в виде большой красочной коробки, и которая использовалась для всех следующих изданий игр на Spectrum до Gunfright, и, по мнению компании, помогала оправдать повышение цены игры и побуждала игроков покупать игру, а не копировать её. Стратегия сработала, так как игра Sabre Wulf была продана в количестве более 350 000 экземпляров только на ZX Spectrum, не считая остальные версии. За этим последовал одновременный выпуск в конце 1984 года следующих двух игр в серии Sabreman, Underwurlde и Knight Lore.
Knight Lore был чем-то вроде революции на рынке домашних компьютерных игр: в игре использовалась изометрическая перспектива на движке Filmation, и она в последующем была в значительной степени скопирована другими играми, такими, как Batman и Head Over Heels от Ocean Software. По заключению специалистов в компьютерной графике ZX Spectrum в 1993 году, Knight Lore «произвела буквально революцию в игровом программном обеспечении» и открыла принципиально новый жанр игр аркадных приключений. Принципиальными новшествами были названы изобретение аркадных атрибутов, разделяющих модели поведения и отображения игрового мира, а также появление трёхмерной растровой графики.
Игры Knight Lore и Alien 8 были готовы раньше Sabre Wulf, но в компании решили отложить выход этих игр до конца 1984 года, поскольку сочли, что они негативно повлияют на продажи сравнительно простой Sabre Wulf.

 Knight Lore была закончена до Sabre Wulf. Но мы решили, что рынок не был готов к ней. Потому что, если бы мы выпустили Knight Lore и Alien 8, которая на тот момент была наполовину закончена, мы бы не смогли продать Sabre Wulf … Тут было немного тщательного планирования. … Нам пришлось выжидать, так как все остальные были так далеко позади [нас].
Оригинальный текст (англ.)Knight Lore was finished before Sabre Wulf. But we decided the market wasn't ready for it. Because if we released Knight Lore and Alien 8, which was already half-finished, we wouldn't have sold Sabre Wulf … There was a little bit of careful planning there … We just had to sit on it because everyone else was so far behind
— Тим Стэмпер, интервью журналу Crash, апрель 1988
Ultimate получила награду Golden Joystick Award в номинации «Лучшая студия по разработке программного обеспечения» (англ. Best Software House) в 1983 и 1984 годах.
Ultimate критиковали за то, что в компании многократно использовали Filmation в последующих играх Alien 8, Nightshade, Gunfright и Pentagram, однако Nightshade и Gunfright использовали Filmation II, вариацию движка, где был схожий визуальный стиль, но значительно иной, аркадный геймплей, с перемещениями по большому миру, в отличие от комнат в ранних играх на Filmation.

### Продажа бренда
С последовательным успехом проектов компании появились слухи о приобретении Ultimate компанией Ocean Software, пока в 1985 году не было объявлено, что братья Стэмпер продали каталог и права на название Ultimate компании U.S. Gold, которая продолжила выпуск игр под лейблом Ultimate. Более поздние игры, такие как Martianoids и Bubbler, не были хорошо приняты прессой, поскольку они, по мнению рецензентов, не доходили до высоких стандартов Ultimate, и продажи упали. U.S. Gold после Bubbler в 1987 году не выпускало более игр с брендом Ultimate. Последняя игра в серии Sabreman, Mire Mare, упоминалась в предыдущих играх Sabreman, и была упомянута журналом Sinclair User как следующая ожидаемая к выходу игра, но позднее её разработка была отменена. В конце 1988 года Rare выкупило назад все права, проданные U.S. Gold, и, как сообщалось, снова взялись за разработку игр. Будущие выпуски должны были включать игру Solar Jetman, которая в конечном итоге была издана только на Nintendo Entertainment System, хотя версии для домашних компьютеров Commodore 64, Commodore Amiga и Atari ST были завершены компанией Storm Software, но не были выпущены.

### Rare Limited
Незадолго до выкупа прав компанией U.S. Gold, в титрах изданий Ultimate стало появляться название другой компании, «Rare Limited». На самом деле это была другая компания, созданная Стэмперами для разработки игр для Ultimate, но не подлежащая любому поглощению компании Ultimate. Rare, первоначально под названием Rare: Designs on the Future, после кончины Ultimate развилась в плодовитого разработчика игр для Nintendo Entertainment System. Это привело к тому, что Nintendo приобрела долю в компании, успех которой дальше закрепился такими изданиями для Super NES и Nintendo 64 как Donkey Kong Country и GoldenEye 007. В 2002 году Rare была приобретена компанией Microsoft напрямую за 377 миллионов долларов США, и стала разрабатывать игры для консолей Xbox. В конце 2006 года Тим и Крис Стэмперы покинули Rare, чтобы «преследовать другие возможности», и закончили свою 24-летнюю карьеру в разработке компьютерных игр.
В 2004 году Rare оживила франшизу Sabreman путём издания игры Sabre Wulf на Game Boy Advance. В 2007 году компанией была выпущена четвёртая игра в серии Jetman, Jetpac Refuelled на Xbox Live Arcade. Также с 2003 года в разработке была игра Sabreman Stampede для Xbox и Xbox 360. Но силы команды позднее были брошены на помощь с переносом игр Kameo и Perfect Dark Zero на Xbox 360, и игра была отменена.

## Отношения с прессой и фанатами

### Пресса
У Ultimate была репутация скрытной компании, которая продолжилась в меньшей степени с её преемником, Rare. Из-за небольшого числа сотрудников, занятых в Ultimate в первые дни, у них не было времени на общение с прессой или посещение торговых мероприятий. Британская игровая пресса даже жаловалась на то, как сложно было с ними связаться. Тим Стэмпер позднее рассказал:

 … так оно и оказалось, мы были так заняты производством нескольких продуктов в год и доводкой их до нужного состояния. Я думаю, что в то время как мы были в Ultimate на полный рабочий день, у нас выходными было только два рождественских утра, и это было так сложно. Мы работали семь дней в неделю, с 8 утра до 1 или 2 утра. Я не думаю, что хорошо иметь инженеров, которые работают только с 9 до 5, потому что тогда вы получаете игру от 9 до 5.
Оригинальный текст (англ.)…that’s the way it turned out, we were so busy producing a few products a year and making sure they were right. I think while we were full-time Ultimate, we only had two Christmas mornings off, and that’s how hard it was. We worked seven days a week, 8am till 1 or 2 in the morning. I don’t feel it’s any good having engineers who only work 9 to 5 because you get a 9 to 5 game.
— Тим Стэмпер, интервью журналу Crash, апрель 1988
Недоступность для прессы оказалась выгодной для компании. Благодаря своей репутации разработчика высококачественных продуктов, а также спекуляциям в прессе и среди игроков, ожидание каждого издания было высоким. Этому способствовали полностраничные рекламные объявления, размещаемые в журналах, и которые демонстрировали обложку игры, о которой шла речь, но не показывали никаких снимков и описаний самой игры. Эти объявления запускались за несколько месяцев до выхода игры, и продолжались ещё некоторое время после её выхода. Журналы не могли сделать даже предварительные обзоры игр, поскольку ревью-копии высылались только перед самым выходом игры. Отсутствие общения с прессой хорошо сработало для Ultimate, и вскоре оно стало политикой компании. К примеру, когда журналист Crash, обозревавший Nightshade спросил у Ultimate, в чём заключается цель игры, и насколько велика внутриигровая локация, ему ответили, соответственно, что «о, мы не можем рассказать это вам» и «довольно большая».

### Фанаты
Ultimate была одной из первых компаний, у которых была собственная база фанатов, и деятельность была направлена на саму компанию и её бренд в той же мере, как и на игры. В Ultimate получали так много писем от фанатов, что им пришлось нанять работника на обработку писем на полный рабочий день, и ему нужно было каждый день иметь дело с 60 письмами. Компания была известна своим позитивным отношением к фанатам: Ultimate всегда отвечала на письма, в том числе на просьбы о памятном товаре, отправляя плакаты, свитера и кепки бесплатно. Стэмперы позднее рассказали, что им было интереснее создавать игры, нежели зарабатывать деньги на продаже товаров. Редакция журнала Retro Gamer предположила, что, помимо качественных игр, популярность Ultimate возникла из-за комбинации «превосходной презентации» и «атмосферы мистичности» компании, которая придала ей «скрытную, но классную атмосферу».

## Авторства
Скрытность компании повлияла и на разглашение авторства игр. В то время многие игры перечисляли ответственных за них либо на карточках в коробках от кассет, либо прямо на коробке. Но ни одна из игр Ultimate не упоминала имена вообще, и авторство некоторых из них остаётся неясным.
Игры до Gunfright включительно были разработаны Тимом и Крисом Стэмперами, Тим и Кэрол в основном занимались графикой, а Крис и Джон программированием. Тим также создал обложки для игр, также создав и логотип компании. Стэмперы сохраняли свои основные роли в компании до её приобретения U.S. Gold, которая ввела в компанию свою команду разработчиков для создания игр Martianoids и Bubbler. Точное авторство игр Pentagram и Cyberun известно только тем, кто участвовал в разработке; хоть они и считаются играми U.S. Gold, возможно что Стэмперы участвовали в их разработке. Однако Крис Стэмпер сообщил в интервью, ответив на вопрос «Какова была последняя игра, которую мы разработали в команде?» как «Это была, я думаю, Gunfright».
Авторство игр для Commodore 64 было ещё более неясным. Портирование на Commodore 64 существовавших на ZX Spectrum игр, Sabre Wulf, Underwurlde и Nightshade, было выполнено компанией Firebird, которая наняла для портирования других компаний-подрядчиков — Mr Micro, Softstone, и PSI. Игра Imhotep была прислана в Ultimate в практически завершенном виде её разработчиком Мануэлем Кабаллеро, который до этого разработал Batty Builders и Firefleet. В Ultimate не раскрывали авторства других игр для Commodore, но статья от Мартина Кэрролла раскрыла, как Фрэнк Гаскинк из «Games that weren’t 64» смог идентифицировать разработчиков игры Dragon Skulle, братьев Дейва и Роберта Томаса, основываясь на сообщении, появляющемся в самом конце игры. Эти два брата также были разработчиками предыдущих трех игр серии, The Staff of Karnath, Entombed и Blackwyche. В интервью с братьями журналу Retro Gamer они рассказали, что они также разработали игру Outlaws всего за шесть недель ради того, чтобы Ultimate могло представить что-нибудь на Рождество для Commodore 64.